# مانجاکاندریانا (بخش)
مانجاکاندریانا  (به انگلیسی: Manjakandriana District)

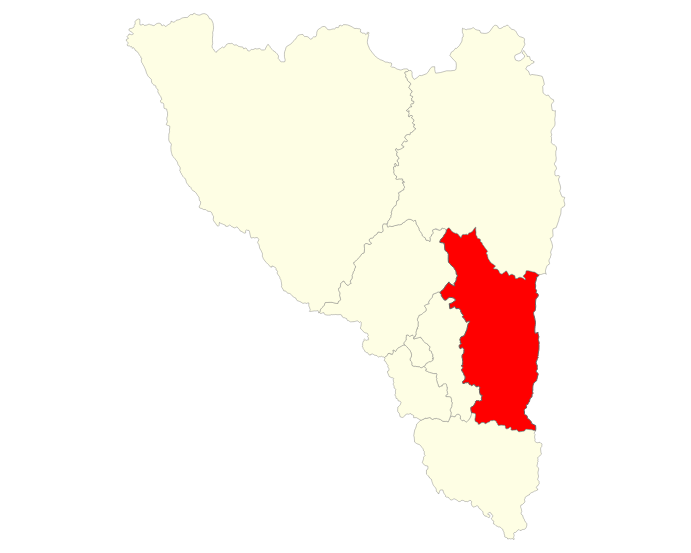
مانجاکاندریانا

یکی از بخش‌های ماداگاسکار است. in central در این بخش ۲۳ کمون به قرار زیر وجود دارد:
- الاروبیا
- امانیتسنا
- امباتولائونا
- امباتومانگا، مانیاکاندریمانا
- امباتومنا، مانجوکاندریانا
- امبوهیباری، منجاکاندریانا
- امبوهیتراندریامانیترا
- امبروهیترالوماهیتسی
- امبوهیترانی
- امبوهیتسهنو
- Anjepy
- Anjoma Betoho
- Ankazondandy
- Antsahalalina
- Manjakandriana
- Mantasoa
- مریکانجاکا
- میاداناندریانا
- ناندیهیزانا
- رانووا
- صدابه
- Sambaina
- سواویناندریانا، مانجاکندریانا